# Rodinia (djur)
Rodinia är ett släkte av fjärilar. Rodinia ingår i familjen Riodinidae.
Kladogram enligt Catalogue of Life:
| Rodinia | \| \| Rodinia calpharnia \| \| \| \| \| \| Rodinia delphinia \| \| \| \| \| \| Rodinia vulnerata \| \| \| \| |
|         | \| \| Rodinia calpharnia \| \| \| \| \| \| Rodinia delphinia \| \| \| \| \| \| Rodinia vulnerata \| \| \| \| |
|         | Rodinia calpharnia                                                                                           |
|         | |
|         | Rodinia delphinia                                                                                            |
|         | |
|         | Rodinia vulnerata                                                                                            |
|         | |